# Петроградская сторона

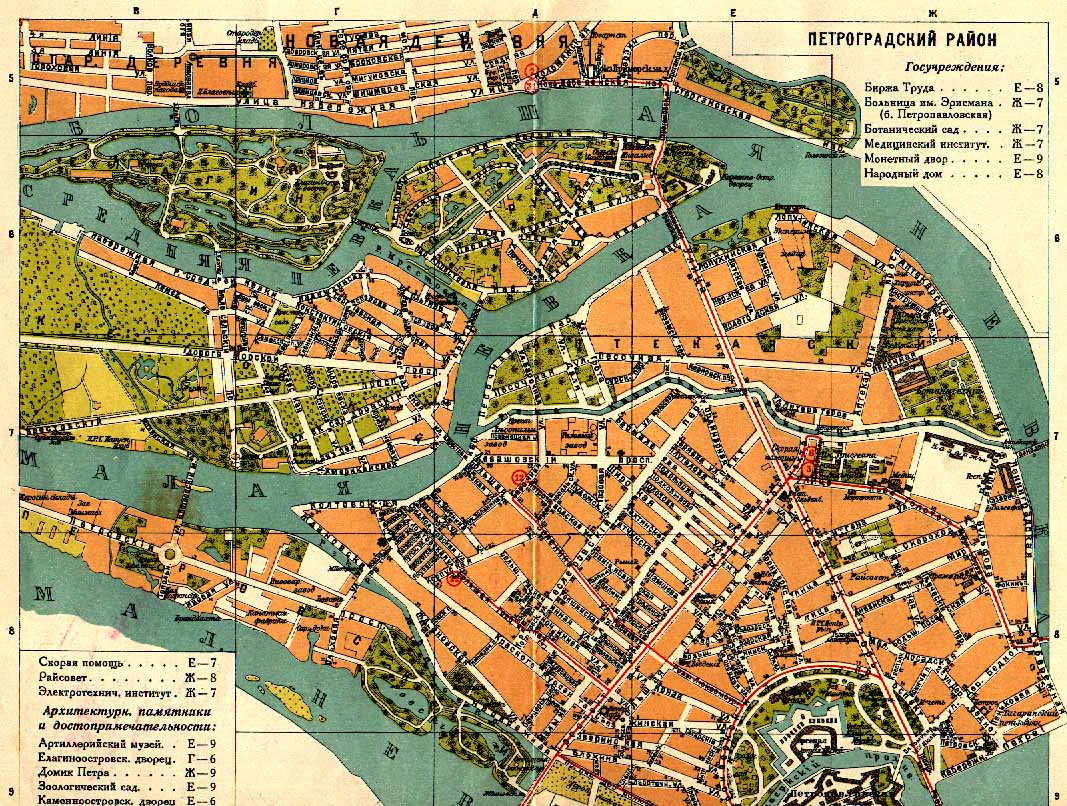
Карта Петроградской стороны, ок. 1925 года

Петрогра́дская сторона  (общепринятое сокращение в адресах — П. С.) — одна из исторических частей Санкт-Петербурга, расположена в административных границах Петроградского района города. До переименования 18 августа 1914 года Николаем II Санкт-Петербурга в Петроград именовалась Петербургской стороной. Является одной из пяти сторон Петербурга, наряду с Адмиралтейской, Выборгской, Канцевской (находилась в устье р. Охты) и Московской.

## Состав
Состоит из нескольких островов, самые крупные из которых:
- Петроградский остров
- Заячий остров
- Петровский остров
- Аптекарский остров
- Крестовский остров
- Каменный остров
- Елагин остров

Петроградский — самый крупный остров Петроградской стороны. Две главные улицы: Каменноостровский и Большой проспект Петроградской стороны (Большой проспект есть также на Васильевском острове). Из достопримечательностей — Ленинградский зоопарк, спортивно-концертный комплекс «Юбилейный», Дворец культуры имени Ленсовета. Имеются многочисленные памятники архитектуры (в том числе федерального значения) — соборная и кафедральная мечеть, особняк С. Ю. Витте, особняк Кшесинской, Тучков буян, домик Петра I, Князь-Владимирский собор, Дом с башнями, Дом Бенуа, Александровский лицей, архитектурный ансамбль Австрийской площади и другие объекты. На острове расположен ряд известных вузов: Медицинский университет им. И. П. Павлова, ИТМО, Военно-космическая академия имени А. Ф. Можайского, Военно-космический Петра Великого кадетский корпус и другие. Имеются несколько театров и десятки музеев. Тучков мост соединяет Петроградский остров с Васильевским.

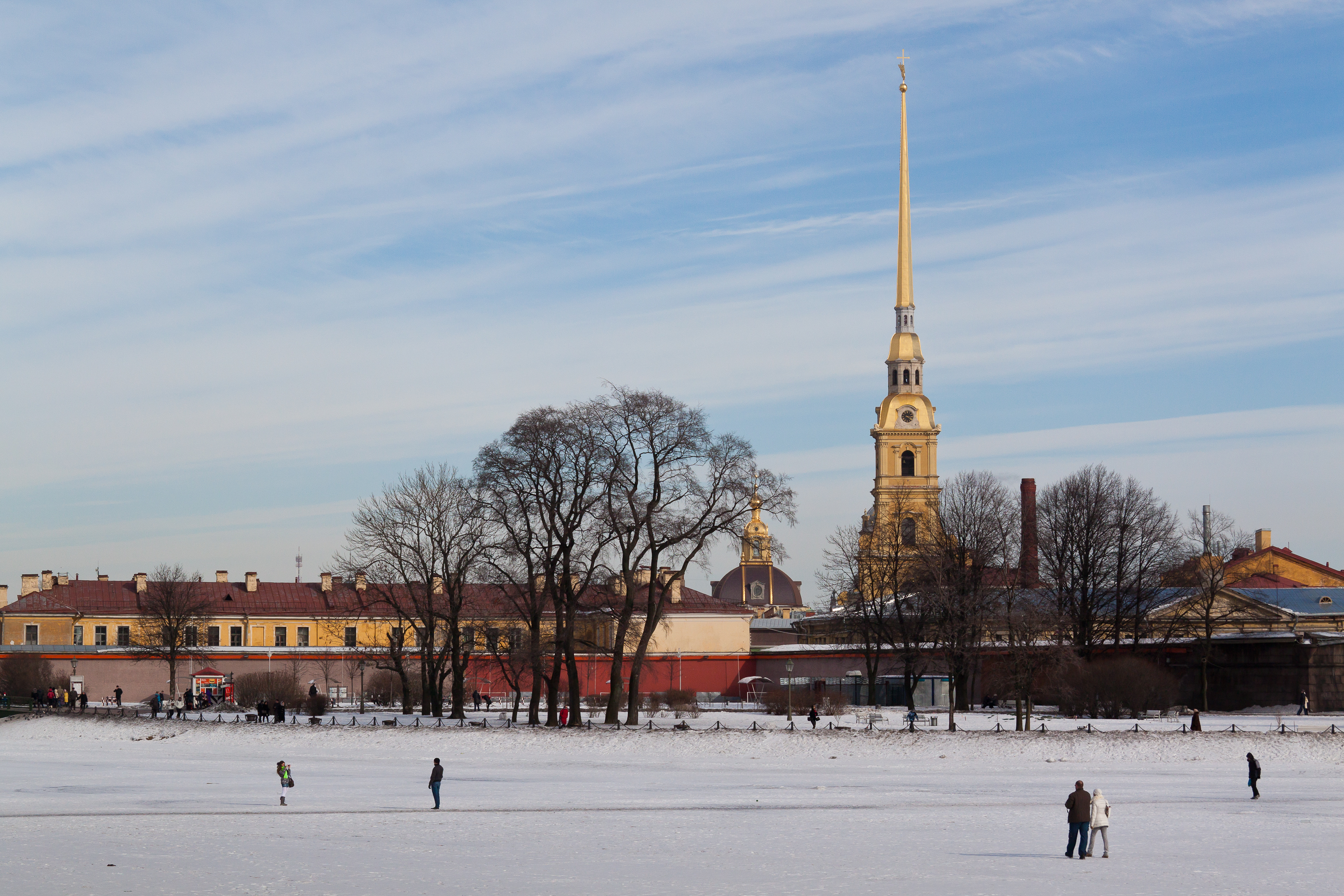
Вид на Петропавловские крепость и собор от Кронверкского пролива

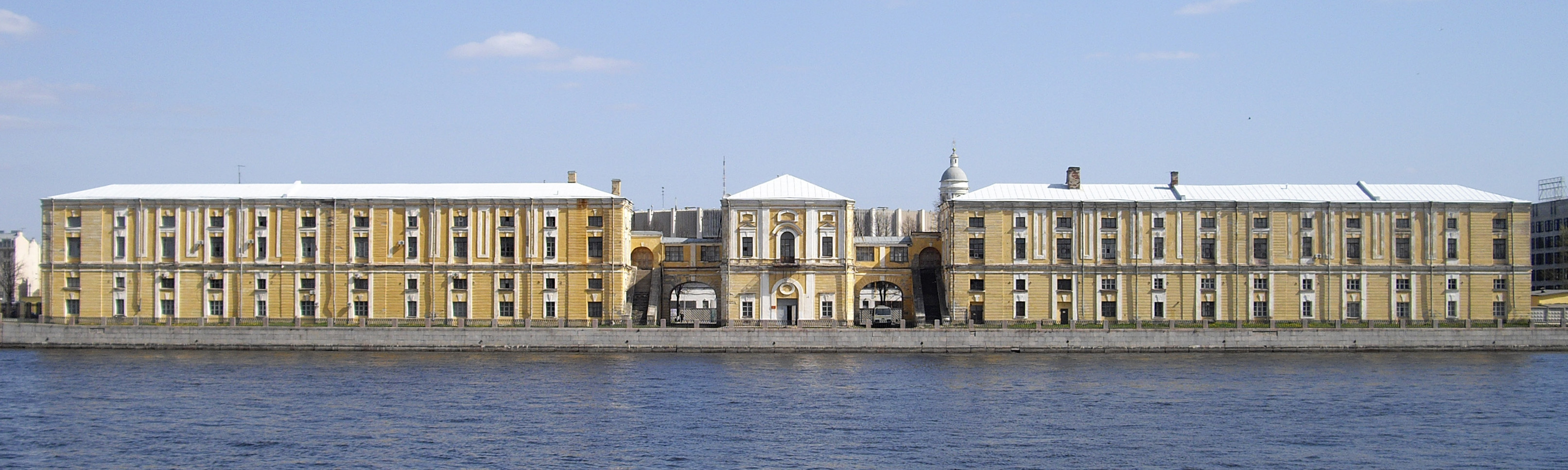
Тучков буян

На Заячьем острове находится Петропавловская крепость, одно из самых первых сооружений в городе, которая получила своё название после строительства в ней Петропавловского собора. В крепости находилась тюрьма (сейчас — музей), казематы, Монетный двор (ныне действует), памятник Петру I (работы скульптора Шемякина) и другие достопримечательности. К острову ведут два деревянных моста, около одного из них на торчащем из воды бревне установлен памятник зайцу. Площадь острова — 18 га, от Петроградской стороны он отделён Кронверкским проливом.
Петровский остров находится между рекой Ждановкой и Малой Невой. На юге острова — стадион «Петровский», рядом с ним находится Петровский парк.
Аптекарский остров располагается на севере Петроградской стороны — от реки Карповки до Малой Невки и Большой Невки. На острове находится Ботанический сад Ботанического института им. В. Л. Комарова РАН (при Петре I — аптекарский огород, отчего остров и получил своё название), Лопухинский сад, Химико-фармацевтическая академия, Электротехнический университет, Институт экспериментальной медицины, телецентр Пятого канала (ул. Чапыгина, дом № 6) и телебашня.

## Транспорт
Станции метро:
- Петроградская
- Горьковская
- Чкаловская
- Спортивная
- Крестовский остров
- Зенит